# Nueva Jerusalén, La Concordia
Nueva Jerusalén är en ort i Mexiko.   Den ligger i kommunen La Concordia och delstaten Chiapas, i den sydöstra delen av landet, 800 km sydost om huvudstaden Mexico City. Nueva Jerusalén ligger 632 meter över havet och antalet invånare är 176.
Terrängen runt Nueva Jerusalén är huvudsakligen kuperad, men åt nordost är den platt. Runt Nueva Jerusalén är det glesbefolkat, med 19 invånare per kvadratkilometer. Närmaste större samhälle är El Ámbar, 17,2 km nordost om Nueva Jerusalén. I omgivningarna runt Nueva Jerusalén växer huvudsakligen savannskog.